# Лінза підземної води
Лінзи підземної води — залягання підземних вод у вигляді окремих лінз. Часто так залягають прісні води на нижніх солоних. Лінзи з'являються, коли дощова вода просочується через ґрунт, а тоді збирається над шаром морської води на рівні або до півтора метра нижче ніж рівень моря. Лінзи прісної підземної води часто зустрічаються на маленьких коралових або вапнякових островах і атолах, де колодязі, викопані до них, можуть бути єдиним джерелом питної води.
| Геологія | Це незавершена стаття з геології. Ви можете допомогти проєкту, виправивши або дописавши її. |